# Davor Gjuranovic
Davor Jorge Gjuranovic Letelier (Punta Arenas, Chile; 16 de septiembre de 1980) es un periodista chileno conocido principalmente por su trabajo en Televisión Nacional de Chile (TVN), así como por su cobertura de las Paradas Militares desde comienzos de la década de 2010.
Gjuranovic ha sido el presentador principal de la transmisión televisiva conjunta en cadena nacional de la Gran Parada Militar de Chile, realizada cada 19 de septiembre en el Parque O'Higgins de Santiago. En este rol, su conocimiento del protocolo militar y de materias institucionales ha sido ampliamente reconocido tanto por el público como por profesionales de los medios.
Gjuranovic ha declarado que creció viendo TVN durante su infancia en Punta Arenas, y afirma sentir una profunda identificación con el canal. Su labor periodística ha estado centrada principalmente en tragedias: terremotos, aluviones, erupciones volcánicas, incendios forestales, entre otros.
Ha estado a cargo de diversos segmentos y coberturas dentro del Departamento de Prensa de TVN, en especial en el noticiario 24 Horas, donde ha trabajado como reportero, analista de relaciones internacionales y presentador de transmisiones especiales. Su estilo —marcado por la sobriedad y la profundidad en el reporte — lo ha convertido en un rostro habitual en la cobertura de ceremonias oficiales y actos institucionales.

## Primeros años
Al inicio de su carrera, Gjuranovic trabajó en UCV Radio, emisora vinculada a la Pontificia Universidad Católica de Valparaíso (PUCV), donde comenzó como periodista deportivo. Posteriormente realizó estudios de posgrado en la Universidad Adolfo Ibáñez.
Durante este período cubrió partidos de fútbol profesional del Campeonato Chileno, informando sobre encuentros de equipos tradicionales de la Región de Valparaíso, como Everton de Viña del Mar y Santiago Wanderers.
Su experiencia radial se amplió luego a emisoras nacionales como Rock & Pop y Radio Concierto, donde trabajó en áreas vinculadas a la actualidad y noticias generales. Su ingreso a la televisión se produjo en 2002, cuando realizó su práctica profesional en Canal 13, una de las principales cadenas de televisión abierta de Chile. Permaneció allí un par de temporadas.

## Televisión Nacional de Chile (TVN)

### Inicios

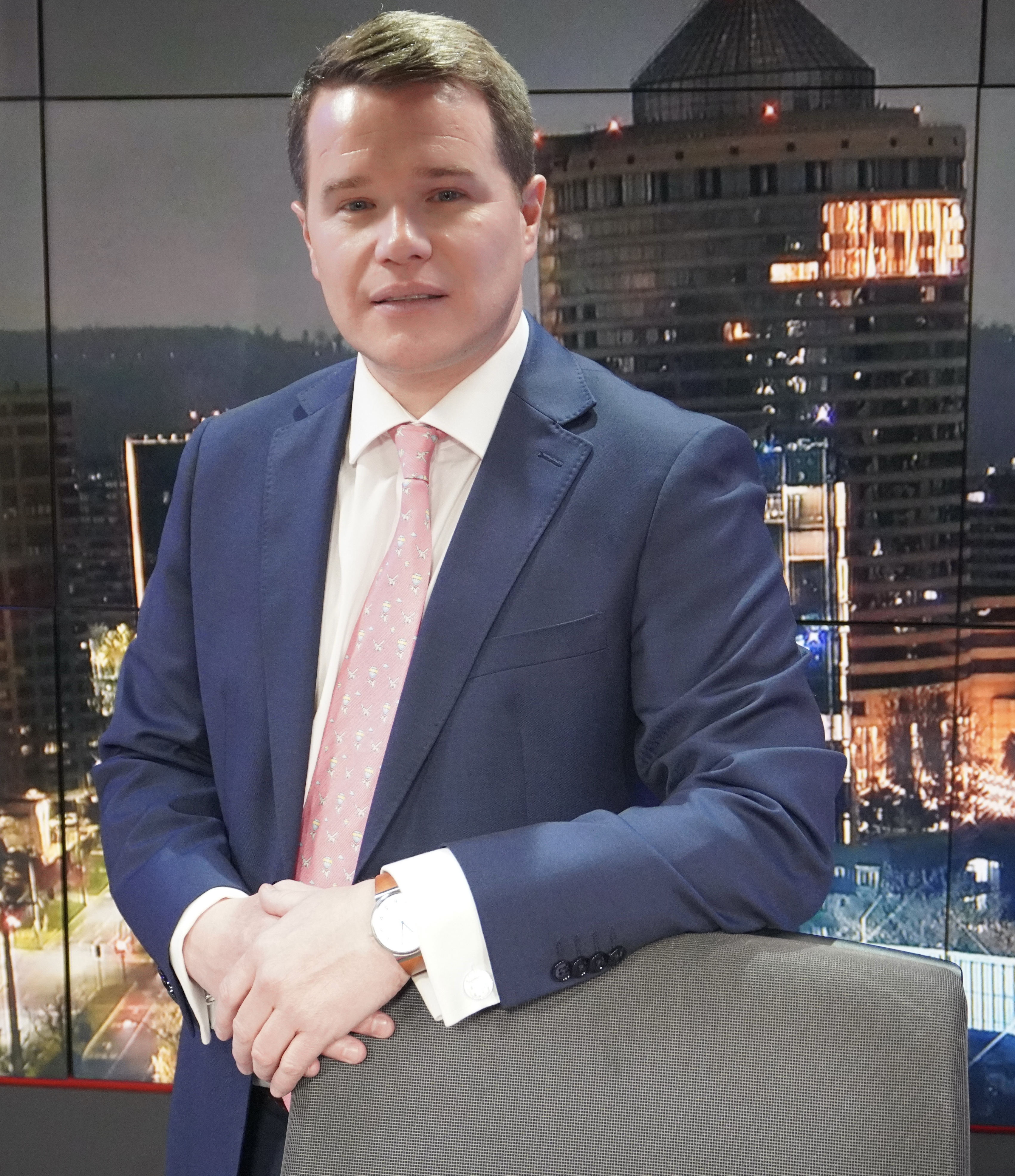
Gjuranovic en el estudio de 24 Horas.

En marzo de 2005 ingresó formalmente al Departamento de Prensa de Televisión Nacional de Chile (TVN). Su primera cobertura importante fue la tragedia de los conscriptos fallecidos en Antuco, ocurrida en mayo, dos meses después de su llegada al canal.
El 10 de diciembre de 2006 fue el periodista que anunció en vivo por TVN la muerte del dictador Augusto Pinochet Ugarte, marcando un momento significativo en la historia reciente del país.
A partir de 2007, Davor también se involucró en el ámbito del transporte, cubriendo la fallida transición del antiguo sistema de micros de la capital a la implementación del Transantiago. Esto le permitió estudiar y conocer distintos sistemas de transporte en ciudades como Singapur, Londres, Curitiba, París, entre otras.
El 1 de mayo de 2008 estuvo entre los periodistas que cubrieron la tragedia de la erupción del volcán Chaitén. En 2010, Gjuranovic consolidó su notoriedad nacional al cubrir el terremoto de magnitud 8,8 del 27 de febrero, con epicentro en Concepción.

### Figura en TVN

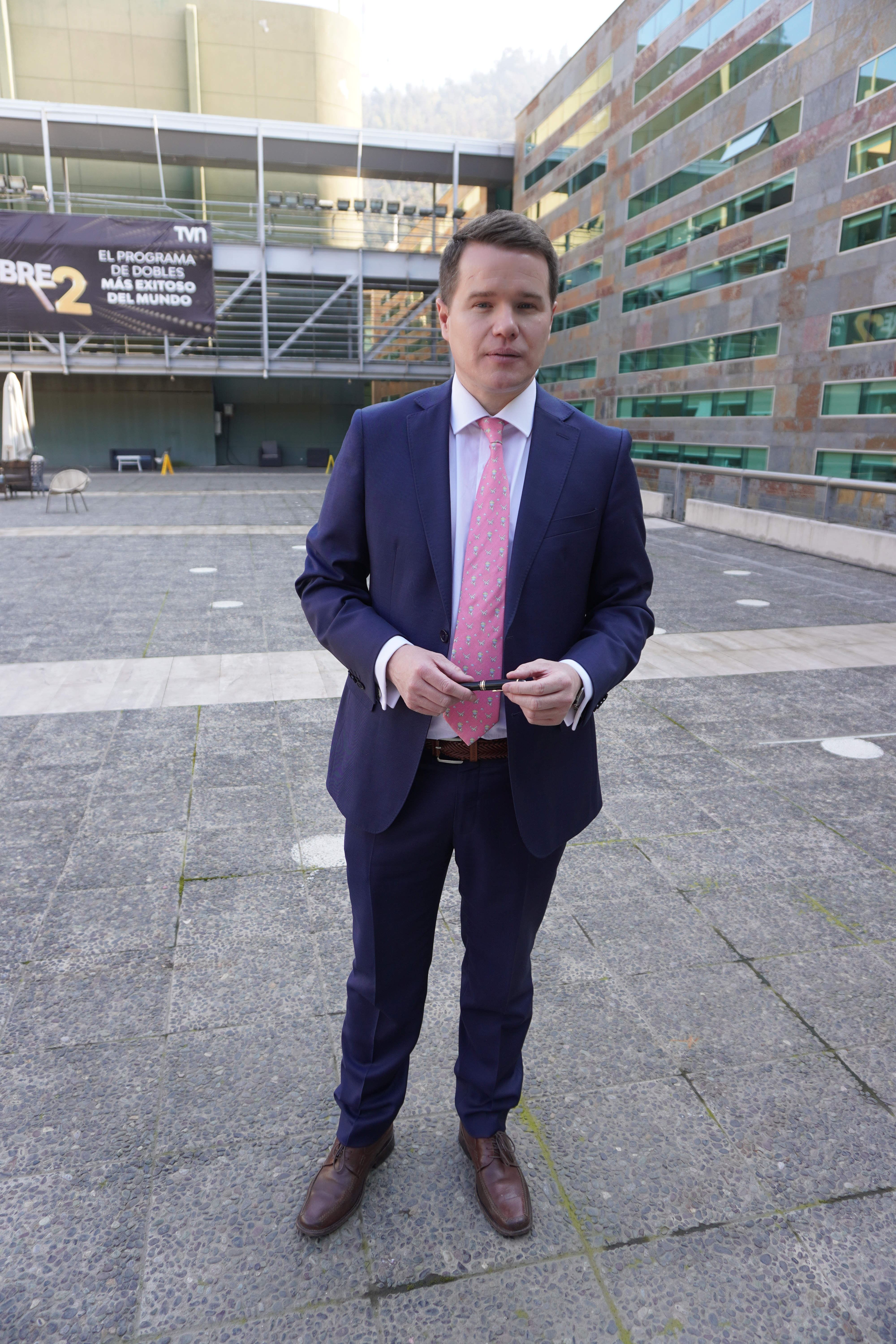
Davor Gjuranovic en el Patio de las Comunicaciones de Televisión Nacional de Chile (TVN).

En 2011, Davor cubrió su primera Gran Parada Militar de Chile como presentador oficial de TVN. Asimismo, en 2012, cubrió por primera vez el Desfile de Glorias Navales del 21 de mayo realizado en la Plaza Sotomayor de Valparaíso. Ha continuado transmitiendo ambos eventos oficiales hasta la actualidad.
Años más tarde, en 2015, cubrió el aluvión ocurrido en Chañaral, que dejó a toda la ciudad bajo una capa de lodo. Luego, en septiembre, Gjuranovic informó sobre el terremoto de 8,3 en Illapel, que dejó solo 15 fallecidos.
En 2025 fue diagnosticado con cáncer de piel, del que se recuperó completamente tras recibir tratamiento médico oportuno. Gjuranovic afrontó este proceso con discreción y resiliencia, retomando sus labores televisivas una vez completada su recuperación.
A mediados de 2025, Gjuranovic amplió su carrera como autor con la publicación del libro La Sombra del Penacho, editado por Trayecto Comunicaciones. En él, ofrece un trabajo histórico-periodístico sobre las Paradas Militares del 19 de septiembre, transmitidas por televisión desde 1962, explorando su profundo significado político, histórico y simbólico.
El libro fue lanzado el 10 de julio, con Gjuranovic firmando ejemplares en el Centro Cultural de Providencia, donde también expuso sobre su contenido.
Más que un relato militarista, es una crónica histórica que entrelaza la historia política del país con material televisivo, archivos de prensa y entrevistas inéditas —como las realizadas a Patricio Bañados y al general Carlos Parera— que arrojan luz sobre momentos clave de la memoria colectiva chilena.

## Obras

### Libros
- La Sombra del Penacho (2025). Trayecto Comunicaciones

## Distinciones
- «Embajador de Magallanes» (2018).[18][19]